# Cyclone (Six Flags New England)
Cyclone in Six Flags New England (Agawam, Massachusetts, USA) war eine Holzachterbahn des Designers William Cobb, die am 24. Juni 1983 als Riverside Cyclone im damaligen Riverside Amusement Park eröffnet wurde. Am 20. Juli 2014 wurde sie geschlossen, um Platz zu machen für Wicked Cyclone.
Zur 2001er Saison wurde die erste Abfahrt um ca. 5 m verkürzt. Die alten Schienen konnte man immer noch unterhalb der neuen Schienen erkennen.

## Züge
Cyclone besaß zwei Züge des Herstellers Philadelphia Toboggan Coasters (PTC) mit jeweils sechs Wagen. In jedem Wagen konnten vier Personen (zwei Reihen à zwei Personen) Platz nehmen. Die Fahrgäste mussten mindestens 1,37 m groß sein, um mitfahren zu dürfen.
Zum Zeitpunkt ihrer Eröffnung besaß die Bahn zwei Züge von PTC mit einstufig einrastenden Schoßbügeln. 1984 wurden beide Züge beschädigt, sodass der Park einen neuen Zug als Ersatz für die beiden alten Züge erwarb. 1985 kaufte der Park zwei neue Züge des Herstellers Morgan. Im Jahr 2000 wurde die Bahn schließlich mit den Zügen von PTC bestückt.